# Sexx Laws
Sexx Laws è un brano musicale del musicista statunitense Beck, scritto dallo stesso Beck e prodotto con Mickey Petralia.
La canzone è stata pubblicata come singolo estratto dall'album Midnite Vultures nell'ottobre 1999 nei formati CD e 7".
La canzone è apparsa nelle serie Daria (serie animata) e nel 10º episodio della 3ª stagione di Futurama. Nel 2014 è stata utilizzata per lo spot della Renault Twingo.

## Video
Il video del brano è stato diretto da Beck ed è in parte un tributo al film di William Klein Mr. Freedom del 1969. Hanno partecipato al video Jack Black, Neil Strauss e Justin Meldal-Johnsen.

## Tracce
CD1
1. "Sexx L.aws" – 3:38
2. "Salt in the Wound" – 3:24
3. "Sexx Laws (Wizeguyz Remix)" – 6:03

CD2
1. "Sexx Laws"–. 3:38
2. "This Is My Crew" – 3:55
3. "Sexx Laws (Malibu Remix)" – 6:51

7"
"Sexx Laws" – 3:38
1. "Salt in the Wound" – 3:24